# 이덕남장군묘
이덕남장군묘(李德南將軍墓)는 대한민국 경기도 안성시 미양면 구수리에 있는, 임진왜란 때의 의병장인 이덕남 장군의 묘소이다. 1975년 9월 5일 경기도의 기념물 제26호로 지정되었다.

## 개요
임진왜란 때의 의병장인 이덕남 장군의 묘소로, 경기도 안성군 미양면 구수리에 있다.
경기도 안성에서 태어난 이덕남은 어릴 때부터 말타기와 활쏘기에 능하였으며 20세에 무과에 급제한 후 선전관, 훈련원 부정 등의 자리에 올라 무인으로서의 길을 걷게 되었다.
선조 25년(1592) 임진왜란이 일어나자 고향인 안성에서 외삼촌 홍자수와 함께 의병을 일으켜 북진하는 왜적을 수 차례 격퇴하였다. 그 뒤 용인·죽산·양지에 진을 구축하는 동시에 서운산성에 토성을 쌓아 경기·충청 지방의 의병들과 합세하여 왜적을 무찌르다 전사하였다. 숙종 44년(1718)에는 묘소에서 1㎞ 떨어진 장군의 생가에 정문(旌門:충신, 효자, 열녀 등을 표창하고자 그 집 앞에 세우던 붉은 문)이 세워지고 병조참의의 벼슬이 내려졌다.
부인과의 합장묘로 봉분은 2개이며 묘비 이외의 일체의 석물이 없었으나, 1975년 석물과 묘비를 다시 세웠다. 원래의 묘비는 약 80m 앞쪽으로 옮겨졌으며, 영조 때의 학자인 윤봉구가 글을 짓고, 홍봉조가 글씨를 쓴 것이다.

## 같이 보기
- 이덕남

## 참고 문헌
- 이덕남장군묘 - 국가유산청 국가유산포털